# Henry Wolfe Gummer
Henry Wolfe Gummer (new York, 1979. november 13. –) amerikai zenész, színész.

## Élete
Meryl Streep színésznő és Don Gummer szobrász gyermeke. Los Angelesben és Connecticutban nőtt fel. Három húga van: Grace Gummer színésznő, Mamie Gummer színésznő és Louisa Jacobson modell.
A Hotchkiss School tanulója volt, majd 2002-ben érettségizett a Dartmouth College tanulójaként.
A Bravo Silva nevű együttes társalapítója volt. A Bravo Silva egy EP-t és egy nagylemezt adott ki.
A zenekar feloszlása után Wolfe szóló karrierbe kezdett. 2009-ben két EP-t adott ki: a The Blue House-t és a Wolfe Sings Field-et. Első nagylemeze, a Linda Vista 2011-ben jelent meg.
2019 júniusában feleségül vette Tamryn Storm Hawkert. 2020 júliusában megszületett első gyerekük, Ida June Gummer.

## Diszkográfia
- July EP (a Bravo Silva tagjaként, 2004)
- Bravo Silva (a Bravo Silva tagjaként, 2005)
- The Blue House (EP, 2009)
- Wolf Sings Field (EP, 2009)
- Linda Vista (2011)
- Encino (2014)